# اتان کرین
اتان کرین (انگلیسی: Ethan Chorin؛ زادهٔ ۶ دسامبر ۱۹۶۸) طرفدار محیط زیست اهل ایالات متحده آمریکا است.

## افتخارات
وی همچنین برندهٔ جوایزی همچون برنامه فولبرایت شده‌است.